# منال (بازیکن فوتبال، زاده ۱۹۷۱)
منال (انگلیسی: Manel؛ زادهٔ ۷ ژانویهٔ ۱۹۷۱) بازیکن فوتبال اهل اسپانیا است.
از باشگاه‌هایی که در آن بازی کرده‌است می‌توان به باشگاه فوتبال دپورتیوو لاکرونیا اشاره کرد.